# 京族三岛

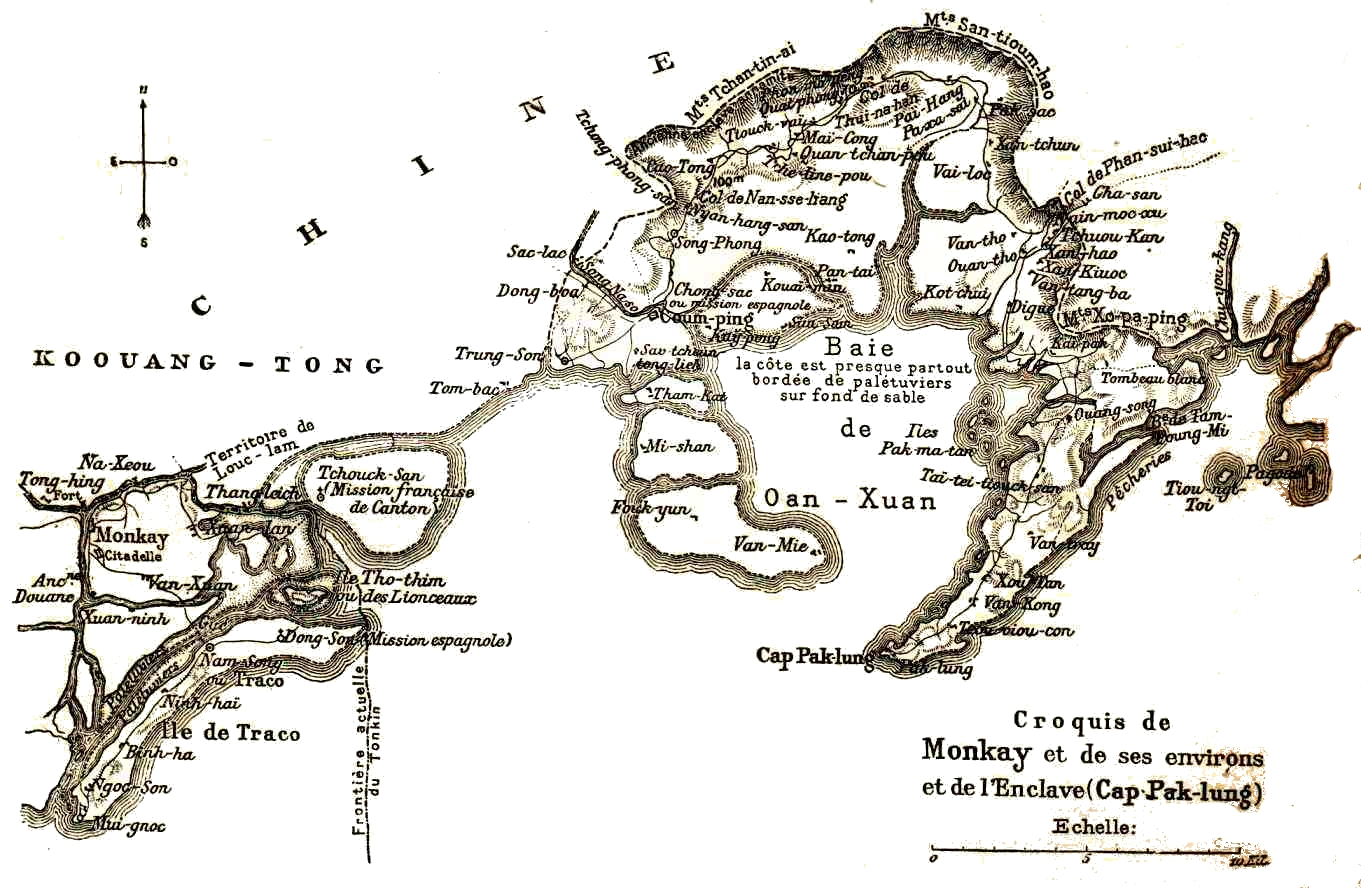
1888年法国人保罗·内斯所绘越南边境图，图中Van-mie（万尾）及Baie de Oan-Xuan（今珍珠港）北部Sim-Sam（山心）即为京族三岛

京族三岛（越南语：／）是中国与越南交界处的三个小岛。现属于中国广西壮族自治区防城港市东兴市江平镇的巫头-澫尾半島和山心島。地理位置在21°31′34″N 108°09′32″E / 21.526°N 108.159°E一带。

## 历史
京族三島最早是越南的飛地，多數京族居民祖籍來自越南北部。1885年，李鸿章代表清朝和法国签订了《中法新约》即《中法会订越南条约》，经过中法划界，在其执行专条《续议界务专条》（1887年）中，劃歸中国所有。

## 人口
同朝鲜族一样，他们被认为是属于中国56个民族之一的京族。中国境內的京族祖先是16世纪初开始陆续从越南北部的涂山等地迁徙而来的，至今约有500年的历史。其主要分布在广西壮族自治区东兴市江平镇的巫头（巫头村）、澫尾（澫尾村、澫西村、澫东村）、山心（山心村、贵明村）三个海岛，俗称“京族三岛”，基本上能够通用粤语和漢字。据2000年的统计，京族有人口2.25万人，此不包括在中国工作和留学的越南籍京人。